# Магур Юліан Миколайович
Юліа́н Микола́йович Магур (псевдо: «Марко»; 28 липня 1928, Борислав — 28 квітня 1994, Львів) — діяч ОУНз, зв'язковий УПА із закордонням, розкритий, навколо нього довго велася шпигунська гра.

## Життєпис
1941 року відправлений на примусові роботи до Німеччини, після її капітуляції потрапив у табір для переміщених осіб. У деяких джерелах йдеться, що з 1944 року служив у «СС-юнаках».
Від 1948 року мешкав у Великій Британії. Став членом Союзу українців у Великій Британії (СУБ), його обрали головою осередку. Також вступив  до Спілки Української Молоді (СУМ). Обирався членом ЦК СУМу, ОУН(б), працював освітнім референтом підрайону. 
Богдан Маців та «Горислав» — керівники члени ЗЧ ОУН викликали Юліана Магура до Манчестера. Як член Закордонних Частин ОУН, на початку 1951 року зголосився до підпільної праці в Крайовому зв'язку. Закінчив вишкіл на радиста, перекинений до Польщі зі ще двома підпільниками на повітряній кулі з острова Бергольм. У 1953 році перейшов нелегально в Україну.
На той час лінія зв'язку вже була під наглядом польської СБ та КДБ, однак його не арештовують.
Радиста «Чорнота» (Мирон Матвієйко), з яким десантувався, схопило КДБ. По кількох тижнях роботи в підпіллі Юліян зорієнтувався, що довкола не все гаразд, у депеші по радіостанції повідомляє КЗ умовленим знаком, що він і оточення є під наглядом КДБ, а вже 13 грудня 1953 року заарештований.
Почалася гра спецслужб, проводив її під керунком радянських спецслужб до 1961 року.
Оперативний працівник НКВС-КДБ Ігор Купрієнко у своїх спогадах писав, що його довгий час «делікатно» виховували агенти-бойовики на легендованій «базі підпілля». Після передачі радіограми у Франкфурт про припинення зв'язку на зиму, його відразу арештували.
Досить цікавою видається версія спецслужбіста про культурний стрес як шлях до покаяння — він у своїх спогадах пише, що того ж дня Юліяна спецлітаком перекинули до Києва, і, після перегляду опери «Запорожець за Дунаєм», схвильований Магур на ранок попросив ручку та папір.
У 1958–1963 роках навчався у Львівському державному університеті — англійська філологія, вчителював у школах.
1962 року вийшла в СРСР його «покаянна» книжка — «ОУН - ярмарок по продажу шпигунів» — написана з Василем Малисевичем та Володимиром Небесним.
У радянських джерелах писалося, що він одразу перейшов до радянської влади.
Помер несподівано у Львові — мав серцеву недугу. Пам'яті його написав допис Василько Святослав «До доброї пам'яті друга Юліяна».
1996 року побачила світ книга з передмовою Святослава Василька «Про себе і КДБ розповідає „Марко“», що побачила світ у львівському видавництві «Поклик сумління».